# Dorota Segda
Dorota Jolanta Segda (ur. 12 lutego 1966 w Krakowie) – polska aktorka teatralna, filmowa i telewizyjna, profesor sztuk teatralnych, nauczyciel akademicki Akademii Sztuk Teatralnych im. Stanisława Wyspiańskiego w Krakowie, rektor tej uczelni w latach 2016–2024.

## Życiorys
Jest córką Jerzego i wnuczką pułkownika Władysława Segdy, dwukrotnego brązowego medalisty olimpijskiego w szermierce. Urodziła się i dorastała w Krakowie, gdzie ukończyła II Liceum Ogólnokształcące im. Króla Jana III Sobieskiego i Państwową Wyższą Szkołę Teatralną im. Ludwika Solskiego.
W 1987 została aktorką krakowskiego Starego Teatru. Debiutowała rolą Soni w Zbrodni i karze Andrzeja Wajdy na festiwalu w Jerozolimie. Na początku teatralnej kariery zagrała m.in. Albertynkę w Operetce Witolda Gombrowicza w reżyserii Tadeusza Bradeckiego w Starym Teatrze (1988), Ofelię w Hamlecie (IV) Williama Szekspira w reż. Andrzeja Wajdy (1989), Manię w Ślubie Witolda Gombrowicza w reż. Jerzego Jarockiego (1991), Pannę Młodą w Weselu Stanisława Wyspiańskiego w reż. Andrzeja Wajdy (1991) i Księżną w Tak zwanej ludzkości w obłędzie według Stanisława Ignacego Witkiewicza w reż. Jerzego Grzegorzewskiego (1992). W późniejszych latach zagrała także m.in. Salomeę w Śnie srebrnym Salomei Juliusza Słowackiego w reż. Jerzego Jarockiego (1993) i Małgorzatę w Fauście Johanna Wolfganga Goethego w reż. Jerzego Jarockiego (1997). Dzięki rolom w spektaklach Starego Teatru w Krakowie dwukrotnie była wyróżniona przez redakcję miesięcznika „Teatr” Nagrodą im. Aleksandra Zelwerowicza: za sezon 1992/1993 (za rolę Salomei w Śnie srebrnym Salomei) i za sezon 1996/1997 (za rolę Małgorzaty w Fauście).
W latach 1997–2000 występowała w Teatrze Narodowym w Warszawie. Do jej najważniejszych występów w tym teatrze należą role zagrane w spektaklach w reżyserii Jerzego Grzegorzewskiego, na podstawie sztuk Stanisława Wyspiańskiego: Joanna w Nocy listopadowej (1997), Joas w Sędziach (1999) i Rachela w Weselu (2002). Gościnnie grała też w Teatrze Bagatela w Krakowie, Krakowskim Teatrze Scena STU, a także w Och-Teatr i Teatr 6. piętro w Warszawie.
W 2000 powróciła do gry w Starym Teatrze w Krakowie. Zagrała Julię w Król umiera, czyli ceremonie Eugène Ionesco w reż. Piotra Cieplaka (2008), role w sztukach Pawła Demirskiego w reż. Moniki Strzępki: Barbarę Niechcic / Prozac w Nie-boskiej komedii. Wszystko powiem Bogu (2014), Katherine Switzer/Dobrego Wilka 1 w Triumfie woli (2016) i Bóstwo klasy średniej w Rok z życia codziennego w Europie Środkowo-Wschodniej (2018) oraz Julcię w Pannach z Wilka Jarosława Iwaszkiewicza w reż. Agnieszki Glińskiej (2019).
W 1988 zadebiutowała w Teatrze Telewizji, gdzie była Anną w Po próbie Ingmara Bergmana w reż. Jana Maciejowskiego. Zagrała też m.in. w spektaklach Andrzeja Domalika: Sonię w Płatonowie Antoniego Czechowa (1992) i Helenę w Dzieciach słońca Maksyma Gorkiego (1993). Była Sonią w Wujaszku Wani Antoniego Czechowa w reż. Kazimierza Kutza (1994) i Kamą Stern w Zazdrości Esther Vilar w reż. Krystyny Jandy (2001). Do jej największych kreacji stworzonych w Teatrze Telewizji należą tytułowe role w Marii Stuart Friedricha Schillera w reżyserii Roberta Glińskiego (1994) i w Krystynie Augusta Strindberga w reż. Piotra Mikuckiego (1995).
Pod koniec lat 80 XX w. zadebiutowała jako aktorka filmowa. Zagrała potrójną rolę – bliźniaczek Lili i Dory, a także ich matki – w filmie Ildikó Enyedi Mój wiek XX (1988). Za występ w filmie odebrała nagrodę za najlepszą rolę oraz nagrodę publiczności na festiwalu w Budapeszcie. W 1989 zagrała Kasię w filmie Waldemara Krzystka Ostatni prom. Popularność w Polsce zdobyła m.in. tytułową rolą w Faustynie, za którą otrzymała Bałtycką Perłę, nagrodę dla najlepszej aktorki na Międzynarodowym Festiwalu Filmowego Państw Nadbałtyckich. Ponadto zagrała w filmie Tato, a w latach 1999–2005 wcielała się w Agatę Kwiecińską, dyrektor administracyjną szpitala w Leśnej Górze w serialu Na dobre i na złe. W 1995 otrzymała Nagrodę im. Zbyszka Cybulskiego.
W kolejnych latach zagrała także m.in. Mariolę Chudziszewską w serialu Ludzie Chudego, Halinę w Dziewczynach ze Lwowa, inspicjentkę Hanię Kurczab w Artystach i Irenę, dyrektor Szpitala Północnego w Warszawie w serialu Echo serca.
W 1998 odcisnęła dłoń w pamiątkowej płycie na Promenadzie Gwiazd w Międzyzdrojach.
W filmach Harry Potter i Zakon Feniksa, Harry Potter i Książę Półkrwi, Harry Potter i Insygnia Śmierci: Część I i Harry Potter i Insygnia Śmierci: Część II użyczyła głosu Bellatriks Lestrange, którą grała Helena Bonham Carter. Dubbingowała także filmy animowane – Iniemamocni i Iniemamocni 2 (jako Helen Parr / Elastyna / Pani Iniemamocna), Auta i Auta 2 (Sally Carrera), czy Merida Waleczna (rola Elinor).
W RMF FM wraz z Robertem Konatowiczem prowadziła program Metamorfoza.
18 października 2012 roku otrzymała tytuł profesora sztuk teatralnych. Nominację odebrała 23 stycznia 2013 roku z rąk prezydenta Bronisława Komorowskiego.
11 kwietnia 2016 r. senat Akademii Sztuk Teatralnych im. Stanisława Wyspiańskiego w Krakowie powierzył jej pełnienie funkcji rektora uczelni w kadencji 2016–2020, a 18 maja 2020 r. także w kadencji 2020–2024. Artystka i nauczycielka akademicka jest zatrudniona na stanowisku profesora zwyczajnego w uczelni.

## Życie prywatne
Dwukrotnie zamężna. Od 2001 była żoną Stanisława Radwana (1939–2023), kompozytora i byłego dyrektora naczelnego Starego Teatru w Krakowie.

## Filmografia
| Filmy |                                              |                                          |                                       |
| Rok   | Tytuł                                        | Rola                                     | Uwagi                                 |
| 1989  | Ostatni prom                                 | Kasia Trelkowska, była uczennica Marka   |                                       |
| 1989  | Mój wiek XX                                  | Dóra / Lili / Anya                       |                                       |
| 1995  | Tato                                         | Ewa Sulecka, żona Michała                |                                       |
| 2003  | Show                                         | Dorota, producentka i reżyser programu   |                                       |
| 2003  | Historia Tamary i Svena                      | lektor                                   | film dokumentalny                     |
| 2003  | Dar bożego miłosierdzia                      | lektor                                   | film dokumentalny                     |
| 2005  | Zakochany Anioł                              | Karioka                                  |                                       |
| 2006  | Wstyd                                        | żona Tomasza                             |                                       |
| 2007  | Futro                                        | Grażyna Szymoniuk, córka Ireny i Henryka |                                       |
| 2008  | Po latach niewoli wstaje Polska... 1914–1918 | Maria Dąbrowska                          | film dokumentalny                     |
| 2008  | Echo                                         | matka Wiktorii                           | etiuda szkolna                        |
| 2010  | Tylko dla obłąkanych                         | Sally                                    | etiuda szkolna                        |
| 2010  | Mała matura 1947                             | profesorka Szumska, historyczka          |                                       |
| 2011  | Czwarty grzech                               | właścicielka galerii                     | film krótkometrażowy                  |
| 2011  | Edyta Stein. Patronka Europy                 | lektor                                   | film dokumentalny; teksty Edyty Stein |
| 2016  | Szczęście świata                             | Klara                                    |                                       |
| 2017  | Atak paniki                                  | Elżbieta, żona Andrzeja                  |                                       |
| 2020  | Trochę w ciąży                               | Halina, matka Gośki                      |                                       |
| 2021  | W jak morderstwo                             | Barbara Szeliga, żona Brunona            |                                       |

| Produkcje telewizyjne |                                                                      | |                                                                       |
| Rok                   | Tytuł                                                                | Rola | Uwagi                                                                 |
| 1988                  | Po próbie                                                            | Anna | spektakl telewizyjny                                                  |
| 1989                  | Reformator                                                           | Lubka-córka | spektakl telewizyjny                                                  |
| 1989                  | Koncert świętego Owidiusza                                           | siostra Andrea | spektakl telewizyjny                                                  |
| 1989                  | Anatol                                                               | Anett | spektakl telewizyjny                                                  |
| 1990                  | Czarowna noc                                                         | trzecia osoba | spektakl telewizyjny                                                  |
| 1991                  | Zwierzenia klowna                                                    | Maria Derkum | spektakl telewizyjny                                                  |
| 1991                  | Panny i wdowy                                                        | Mania, córka Eweliny | serial telewizyjny, odcinek: 1                                        |
| 1991                  | Noc Walpurgi albo kroki komandora                                    | Lucy | spektakl telewizyjny                                                  |
| 1991                  | Hamlet IV                                                            | Ofelia, córka Poloniusza                                                                                                   | spektakl telewizyjny                                                  |
| 1992                  | Ślub                                                                 | Mania | spektakl telewizyjny                                                  |
| 1992                  | Przeprowadzka                                                        | Fiona Carter | spektakl telewizyjny                                                  |
| 1992                  | Płatonow                                                             | Sonia | spektakl telewizyjny                                                  |
| 1992                  | Najzwyklejszy cud                                                    | królewna | spektakl telewizyjny                                                  |
| 1993                  | Tylko strach                                                         | Bożena | film telewizyjny                                                      |
| 1993                  | Taranthriller                                                        | Magda, studentka docenta                                                                                                   | film telewizyjny                                                      |
| 1993                  | Siostrzyczki                                                         | Lise Paquette | spektakl telewizyjny                                                  |
| 1993                  | Portret Doriana Graya                                                | Sybila Vane | spektakl telewizyjny                                                  |
| 1993                  | Dzieci słońca                                                        | Helena | spektakl telewizyjny                                                  |
| 1994                  | Wyliczanka                                                           | Marta Adamska, partnerka Adama                                                                                             | film telewizyjny                                                      |
| 1994                  | Wujaszek Wania                                                       | Sonia, córka profesora z pierwszego małżeństwa                                                                             | spektakl telewizyjny                                                  |
| 1994                  | Spadkobiercy                                                         | Maria Teresa Cresseau | spektakl telewizyjny                                                  |
| 1994                  | Pułapka na samotnego mężczyznę                                       | Florencja | spektakl telewizyjny                                                  |
| 1994                  | Maria Stuart                                                         | Maria, królowa Szkocja | spektakl telewizyjny                                                  |
| 1994                  | Faustyna                                                             | siostra Faustyna (Helena) Kowalska                                                                                         | film telewizyjny                                                      |
| 1995                  | Zapis                                                                | Hortensja | spektakl telewizyjny                                                  |
| 1995                  | Rodzina                                                              | Marysia | spektakl telewizyjny                                                  |
| 1995                  | Krystyna                                                             | Krystyna | spektakl telewizyjny                                                  |
| 1996                  | Wassa Żeleznowa                                                      | Anna | spektakl telewizyjny                                                  |
| 1996                  | Tajemnica Sagali                                                     | Weronika Kowal, poszukiwaczka kamienia z Saturna                                                                           | serial telewizyjny, odcinki: 12, 13                                   |
| 1996                  | Sawa                                                                 | Lipa | spektakl telewizyjny                                                  |
| 1996                  | Słaba wiara                                                          | Olga | film telewizyjny z cyklu „Opowieści weekendowe”                       |
| 1996                  | Mąż, żona, dziewczyna i złodziej, czyli sceny miłosne z Shakespear’a | Żona / Lady Makbet / Desdemona                                                                                             | spektakl telewizyjny                                                  |
| 1996                  | Księżniczka Turandot                                                 | Turandot, Księżniczka Chińska                                                                                              | spektakl telewizyjny                                                  |
| 1996                  | Gdzie jesteś, święty Mikołaju?                                       | mama Krzysia | film telewizyjny                                                      |
| 1997                  | O księciu Gotfrydzie, rycerzu gwiazdy wigilijnej                     | Liliana | spektakl telewizyjny                                                  |
| 1997                  | Matka Courage i jej dzieci                                           | Ivette Pottier | spektakl telewizyjny                                                  |
| 1997                  | Gąszcz                                                               | dziewczyna z marzeń Andrzeja                                                                                               | film telewizyjny                                                      |
| 1998                  | Ukryty śmiech                                                        | Noami | spektakl telewizyjny                                                  |
| 1998                  | Tak zwana ludzkość w obłędzie                                        | księżna | spektakl telewizyjny                                                  |
| 1998                  | Gwiezdny pirat                                                       | mama Krzesimira | serial telewizyjny, odcinek: 1                                        |
| 1999–2005             | Na dobre i na złe                                                    | Agata Kwiecińska, dyrektor administracyjny szpitala                                                                        | serial telewizyjny, odcinki: 1-223                                    |
| 1999                  | Grzebanie                                                            | Czesia, Siostra Anna, Dziwka Bosa                                                                                          | spektakl telewizyjny                                                  |
| 1999                  | Bigda idzie!                                                         | Zuza | spektakl telewizyjny                                                  |
| 2001                  | Zazdrość                                                             | Kama Stern | spektakl telewizyjny                                                  |
| 2002                  | Wszyscy święci                                                       | Anka, córka Marii | film telewizyjny z cyklu „Święta polskie”                             |
| 2004                  | Matka i dziecko                                                      | matka | spektakl telewizyjny                                                  |
| 2004                  | Geza-dzieciak                                                        | Vizike | spektakl telewizyjny                                                  |
| 2005                  | Klinika samotnych serc                                               | Barbara Rowicka, bratanica Sabiny Rowickiej pod jej nieobecność prowadząca należące do niej biuro matrymonialne „Serenada” | serial telewizyjny                                                    |
| 2006                  | Mrok                                                                 | Jolka | serial telewizyjny, odcinek: 3                                        |
| 2006                  | Góra góry                                                            | Kalina Mokosa | spektakl telewizyjny                                                  |
| 2007                  | Sędziowie                                                            | Joas | spektakl telewizyjny                                                  |
| 2008−2012             | Barwy szczęścia                                                      | Danuta Śliwińska, matka Klary                                                                                              | serial telewizyjny                                                    |
| 2009                  | Naznaczony                                                           | Ewa Kuklińska, trenerka Izy                                                                                                | serial telewizyjny, odcinek: 8                                        |
| 2010–2011             | Usta usta                                                            | Ewa Kalwos, szefowa Krzysztofa                                                                                             | serial telewizyjny, odcinki: 4, 7, 8, 9, 10, 28                       |
| 2010                  | Ojciec Mateusz                                                       | pisarka Ewelina Linde | serial telewizyjny, odcinek: 59                                       |
| 2010                  | Mała matura 1947                                                     | profesorka Szumska, historyczka                                                                                            | serial telewizyjny, odcinki: 1, 2, 3                                  |
| 2010–2011             | Ludzie Chudego                                                       | Mariola „Lola” Chudziszewska, żona „Chudego”                                                                               | serial telewizyjny                                                    |
| 2011                  | Ranczo                                                               | Grażyna, siostra pierwszej żony „Kusego”                                                                                   | serial telewizyjny, odcinki: 58, 65                                   |
| 2014                  | Komisarz Alex                                                        | Dorota Wirska | serial telewizyjny, odcinek: 73                                       |
| 2015                  | Kobieta w lustrze                                                    | Zofia | spektakl telewizyjny                                                  |
| 2015–2019             | Dziewczyny ze Lwowa                                                  | Halina, synowa profesora                                                                                                   | serial telewizyjny, odcinki: 2-19, 22-23, 25-26, 29-31, 39, 43, 48-52 |
| 2015                  | Aż po sufit!                                                         | Tamara Maier, matka Natalii                                                                                                | serial telewizyjny, odcinki: 4, 5                                     |
| 2016                  | Ranczo                                                               | Grażyna, siostra pierwszej żony „Kusego”, matka Kingi                                                                      | serial telewizyjny, odcinki: 121, 122                                 |
| 2016                  | Artyści                                                              | inspicjentka Hania Kurczab                                                                                                 | serial telewizyjny, odcinki: 1-8                                      |
| 2019                  | Zasada przyjemności                                                  | Barbara, siostra Marii | serial telewizyjny, odcinek: 2                                        |
| 2019–2020             | Echo serca                                                           | Irena, dyrektor szpitala                                                                                                   | serial telewizyjny                                                    |
| 2020                  | Bez skrupułów                                                        | pani naczelnik | serial telewizyjny, odcinek 1                                         |
| 2021                  | Kontrola 2                                                           | wykładowczyni Majki | serial telewizyjny, odcinek 1                                         |
| 2023                  | Grzechy sąsiadów                                                     | Hela | serial telewizyjny odcinki: 1, 3, 4, 5, 7, 8, 10                      |
| 2024                  | Ojciec Mateusz                                                       | Wanda Świerzawska | serial telewizyjny, odcinek: 401                                      |
| 2025                  | Szpital św. Anny                                                     | Krystyna Jaworska | serial telewizyjny                                                    |

| Dubbing |                                           |                                      |       |
| Rok     | Tytuł                                     | Rola                                 | Uwagi |
| 1994    | Prowincjonalne życie                      | Deborah                              |       |
| 2004    | Iniemamocni                               | Helen Parr/Elastyna/Pani Iniemamocna |       |
| 2006    | Auta                                      | Sally Carrera                        |       |
| 2007    | Harry Potter i Zakon Feniksa              | Bellatrix Lestrange                  |       |
| 2009    | Harry Potter i Książę Półkrwi             | Bellatrix Lestrange                  |       |
| 2010    | Harry Potter i Insygnia Śmierci. Część I  | Bellatrix Lestrange                  |       |
| 2011    | Auta 2                                    | Sally Carrera                        |       |
| 2011    | Harry Potter i Insygnia Śmierci. Część II | Bellatrix Lestrange                  |       |
| 2012    | Merida Waleczna                           | Elinor                               |       |
| 2017    | Auta 3                                    | Sally Carrera                        |       |
| 2018    | Iniemamocni 2                             | Helen Parr/Elastyna/Pani Iniemamocna |       |

## Odznaczenia
- Złoty Medal „Zasłużony Kulturze Gloria Artis” (2024)[19][20][21]
- Srebrny Medal „Zasłużony Kulturze Gloria Artis” (2015)[19]
- Brązowy Medal „Zasłużony Kulturze Gloria Artis” (2005)[19]
- Odznaka „Zasłużony Działacz Kultury” (1996)

## Nagrody i wyróżnienia
- Nagroda na VI Ogólnopolskim Przeglądzie Spektakli Dyplomowych Szkół Teatralnych w Łodzi za rolę Maszy w przedstawieniu Samobójca Mikołaja Erdmana w PWST w Krakowie (1988)
- Nagroda na Festiwalu Szkół Teatralnych w Bratysławie za najlepszy monolog (1988)
- Nagroda dla młodego aktora na XXIX Kaliskich Spotkaniach Teatralnych za rolę Cecylii Cardew w przedstawieniu Bądźmy poważni na serio w Starym Teatrze w Krakowie (1989)
- Nagroda Artystyczna Młodych im. Stanisława Wyspiańskiego (1989)
- Nagroda im. Arnolda Szyfmana (stypendium zagraniczne) (1989)
- Nagroda Dziennikarzy na Festiwalu Filmów Węgierskich w Budapeszcie za rolę w filmie Mój wiek XX (1990)
- Nagroda im. Aleksandra Zelwerowicza przyznana przez miesięcznika „Teatr” za rolę Salomei w Śnie srebrnym Salomei Juliusza Słowackiego w Starym Teatrze w Krakowie (1993)
- Nagroda „Video Studio Gdańsk” na FPFF w Gdyni za rolę w filmie Faustyna (1994)
- Nagroda im. Zbyszka Cybulskiego (1995)
- nagroda na MFF Państw Nadbałtyckich w Rydze za pierwszoplanową rolę kobiecą w filmie Faustyna (1995)
- „Bałtycka Perła” – główna nagroda aktorska za rolę w filmie Faustyna na III Międzynarodowym Festiwalu Filmowym Państw Nadbałtyckich w Rydze (1995)
- Złota Kaczka w kategorii: Najlepsza polska aktorka (1996)
- Nagroda im. Aleksandra Zelwerowicza przyznawana przez miesięcznika „Teatr” za rolę Małgorzaty w Fauście Johanna Wolfganga Goethego w Starym Teatrze w Krakowie (1997)[22]
- Krakowska Złota Maska, przyznawana przez publiczność teatrów krakowskich za rolę Małgorzaty w Fauście Johanna Wolfganga Goethego w Starym Teatrze w Krakowie (1998)
- Wyróżnienie na 26. Opolskich Konfrontacjach Teatralnych za role Adeli i Laodamii w sztuce Tryptyk Wyspiański według Stanisława Wyspiańskiego w Starym Teatrze w Krakowie (2001)
- Nagroda Rektora PWST w Krakowie (2007)
- Nagroda Miasta Krakowa (2011)
- Krakowska Nagroda Teatralna „Ludwik” w kategorii najlepsza rola kobieca za rolę w spektaklu Triumf woli (2017)
- Nagroda im. Romany Bobrowskiej, przyznana przez Radio Kraków (2018)
- Nagroda im. Ireny i Tadeusza Byrskich na XIX Festiwalu Teatru Polskiego Radia i Teatru Telewizji Polskiej „Dwa Teatry” w Sopocie za reżyserię, adaptację, oprawę muzyczną i rolę w słuchowisku Jacyś złośliwi bogowie zakpili z nas okrutnie w Radiu Kraków, opartym na korespondencji Wisławy Szymborskiej i Zbigniewa Herberta (2019)
- Nagroda Specjalna na 60. Kaliskich Spotkaniach Teatralnych za rolę składającą się na „zbiorowy portret kobiecości”, w spektaklu Panny z Wilka z Narodowego Starego Teatru im. Heleny Modrzejewskiej w Krakowie (2020)[23]
- Honorowa Nagroda Teatralna im. Stanisława Wyspiańskiego (2024)[24]
- Nagroda na Koszalińskim Festiwalu Debiutów Filmowych „Młodzi i Film” za kreacje aktorskie w Konkursie Teatrotek za "to co zagrane między słowami" - rola w spektaklu tv Królowa boazerii (2024)